# María Enríquez de Luna
María Enríquez de Luna (1474 - Gandia, 1539), fut duchesse et régente du Duché de Gandia (1497-1511). Elle était l'épouse de Juan Borgia, second duc de Gandia. Fille de Henri Enríquez, amiral de Sicile, et de Maria de Luna. Henri Enríquez était le fils de Fadrique II Enríquez, amiral de Castille, et de Marie-Thérèse Fernández de Córdoba. Il était également le frère de Jeanne Enríquez, la mère de Ferdinand le Catholique, et le frère de María Enríquez, arrière-grand-mère d'Éléonore de Tolède.
Elle a fait des travaux importants monuments tels que le Monastère Saint-Jérôme de Cotalba et le Collégiale Sainte-Marie de Gandia.

## Mariages et postérité
Elle fut mariée à Pedro Luis de Borja. En raison de sa mort prématurée le 3 septembre 1491, le mariage n'étant pas consommé, elle épouse son frère cadet, Juan, en septembre 1493 en la ville de Barcelone, Juan reçoit également le duché de Gandia et la faveur des rois espagnols.
Juan Borgia et María Enríquez de Luna ont un fils, Jean II de Gandie, qui épouse Jeanne d'Aragon, fille naturelle d'Alphonse d'Aragon, archevêque de Saragosse.
Ces derniers ont, notamment, un fils (le petit-fils de Giovanni), François Borgia, duc de Gandia, vice-roi de Catalogne, canonisé en 1671 par Clément X.

## Représentation à la télévision
- Elle apparaît dans la première saison de Borgia : elle est interprétée par Monica Lopera.